# Hymenophyllum dentatum
Hymenophyllum dentatum är en hinnbräkenväxtart som beskrevs av Antonio José Cavanilles. Hymenophyllum dentatum ingår i släktet Hymenophyllum och familjen Hymenophyllaceae. Inga underarter finns listade.

## Bildgalleri

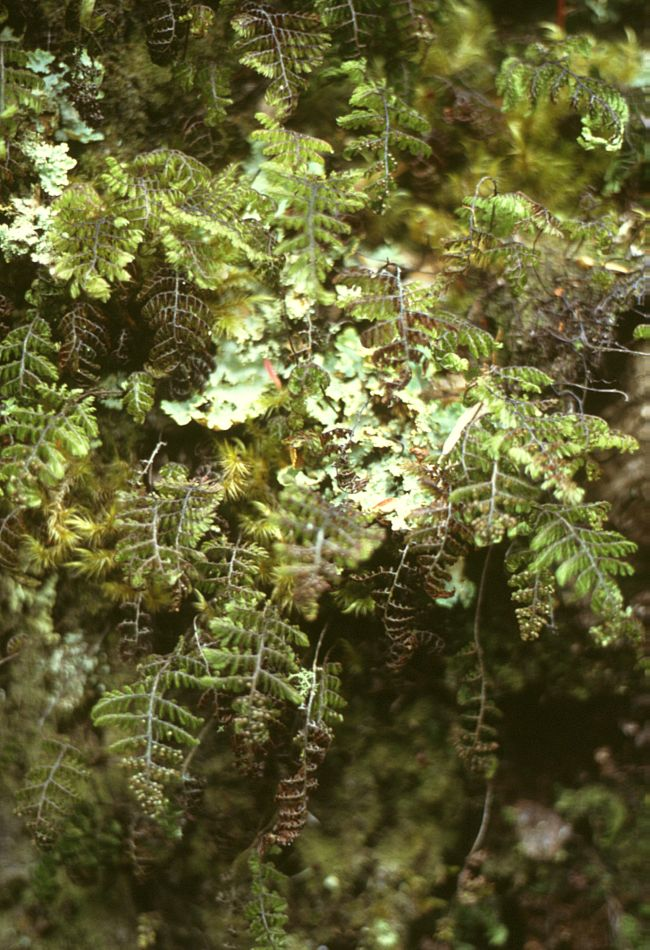